# Donja Trešnjica
Pour les articles homonymes, voir Trešnjica.
Donja Trešnjica (en serbe cyrillique : Доња Трешњица) est un village de Serbie situé dans la municipalité de Mali Zvornik, district de Mačva. Au recensement de 2011, il comptait 588 habitants.

## Géographie
Donja Trešnjica est située à environ 15 km de Mali Zvornik, le chef lieu de la municipalité. C'est le seul village de la municipalité à ne pas être situé sur la rive de la Drina ; son territoire est traversé par la rivière Boranjska reka. Administrativement, il englobe les hameaux de Zvijerovići, Miškovići, Gajići, Petrovići, Perići, Erići, Pajići, Todorovići et Purići.

## Histoire

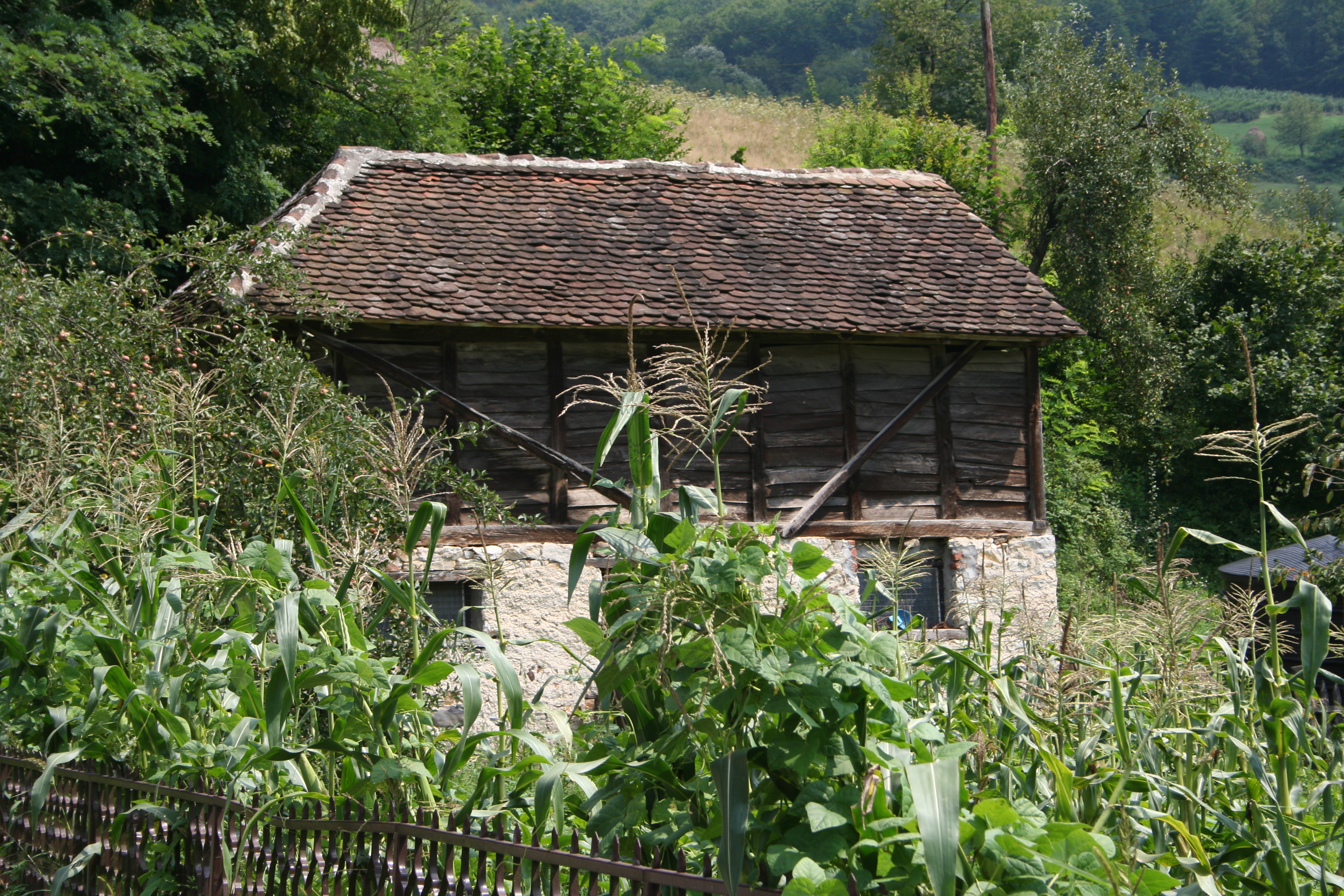
Construction ancienne à Donja Trešnjica
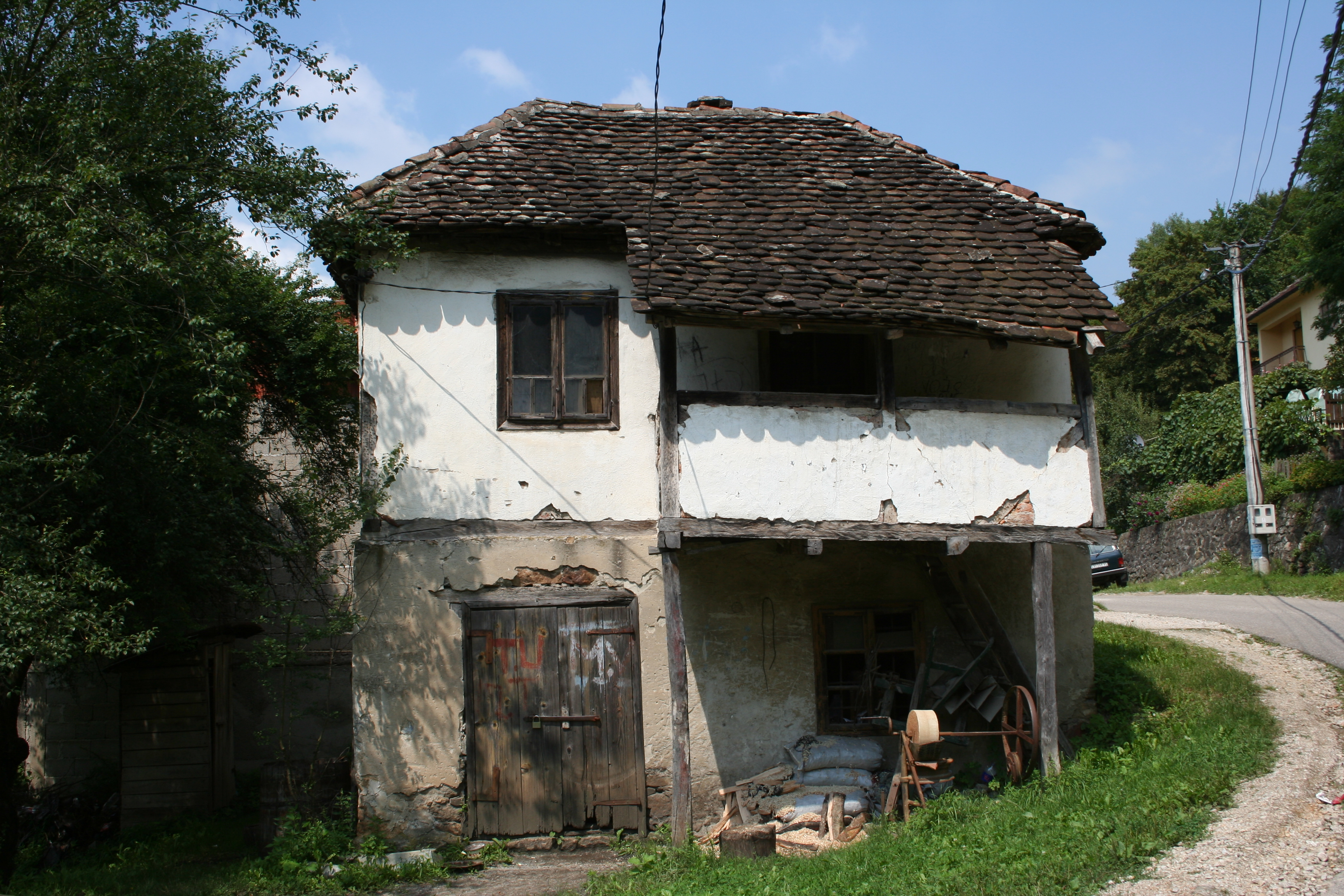
Ancienne forge
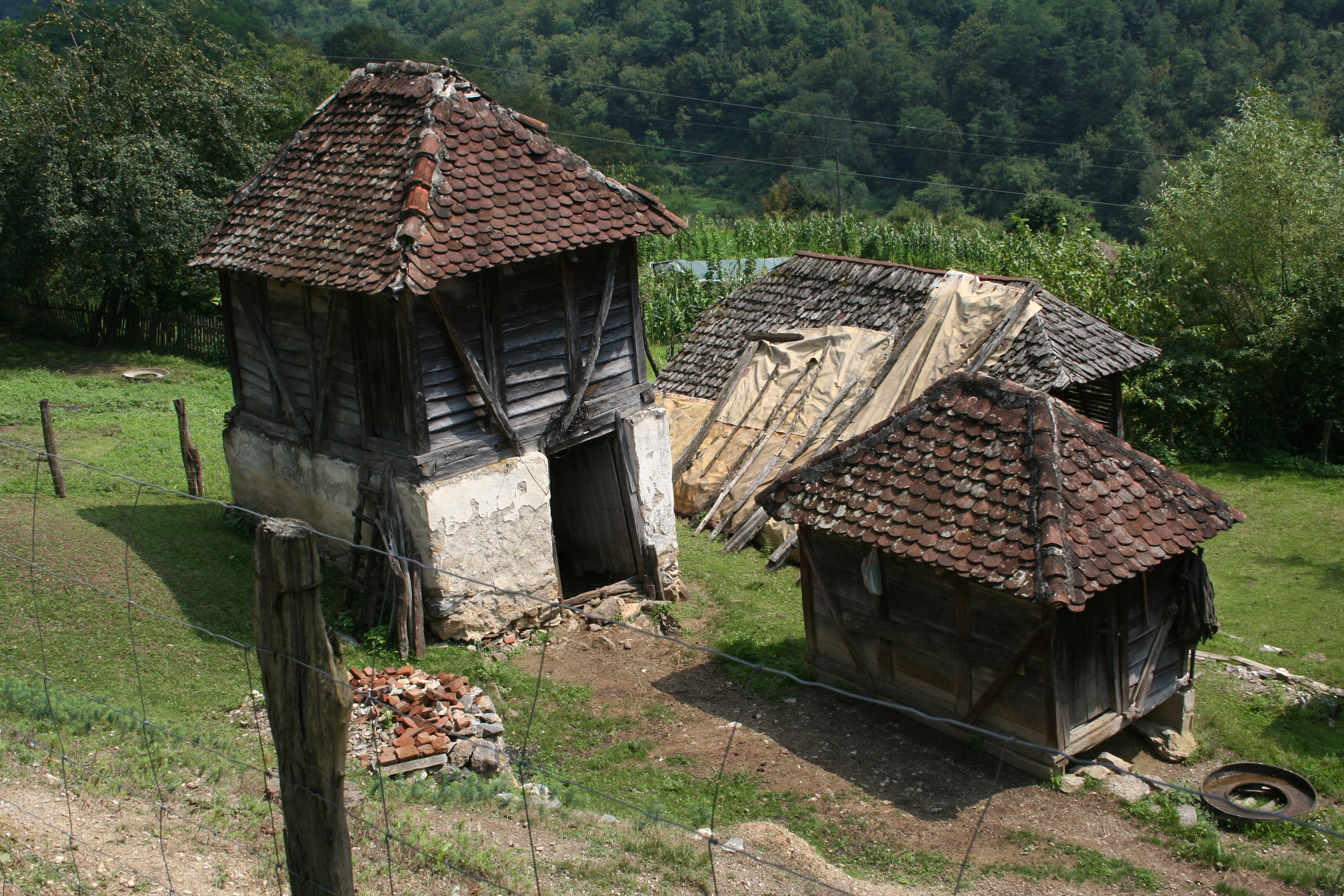
Constructions anciennes
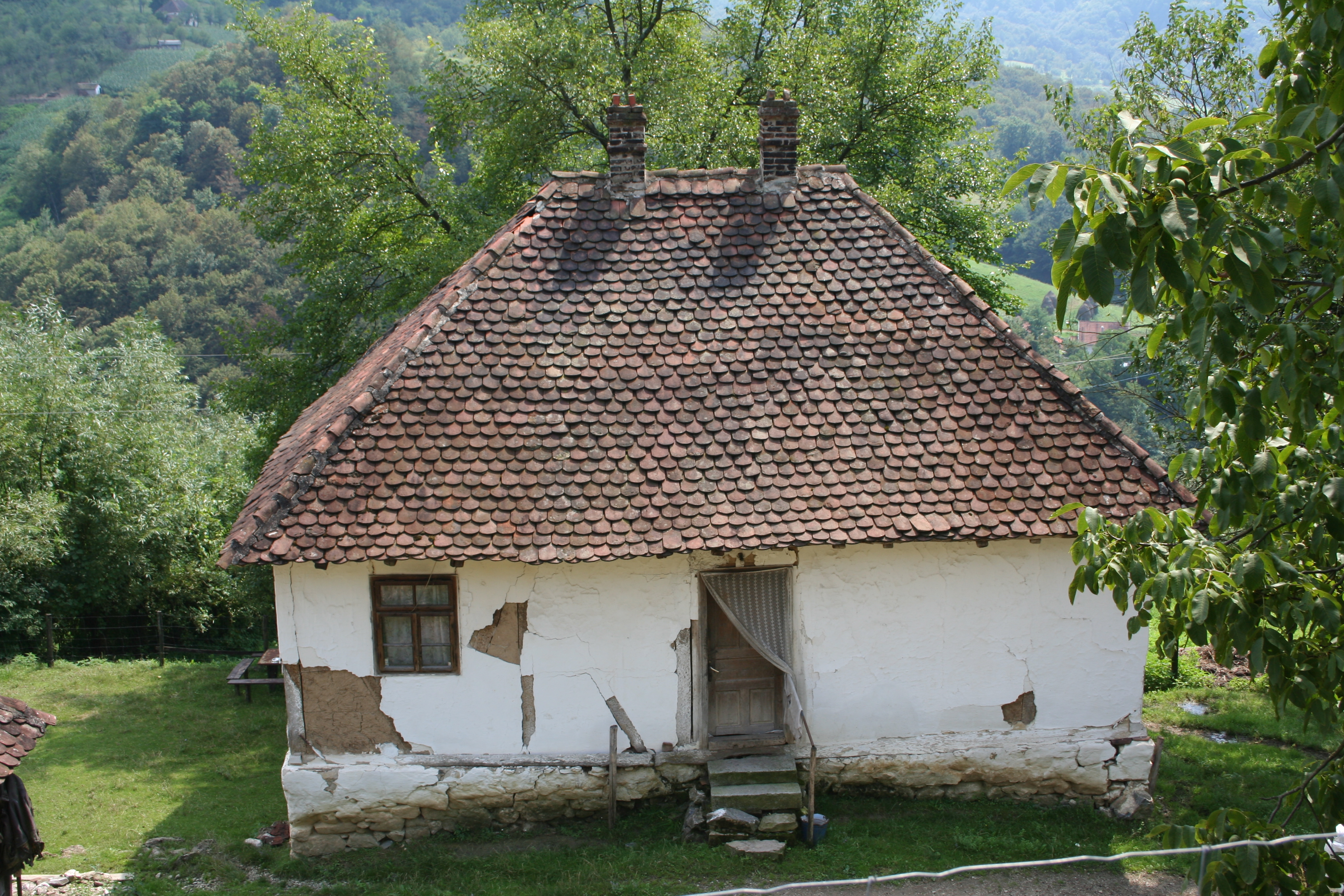
Maison ancienne
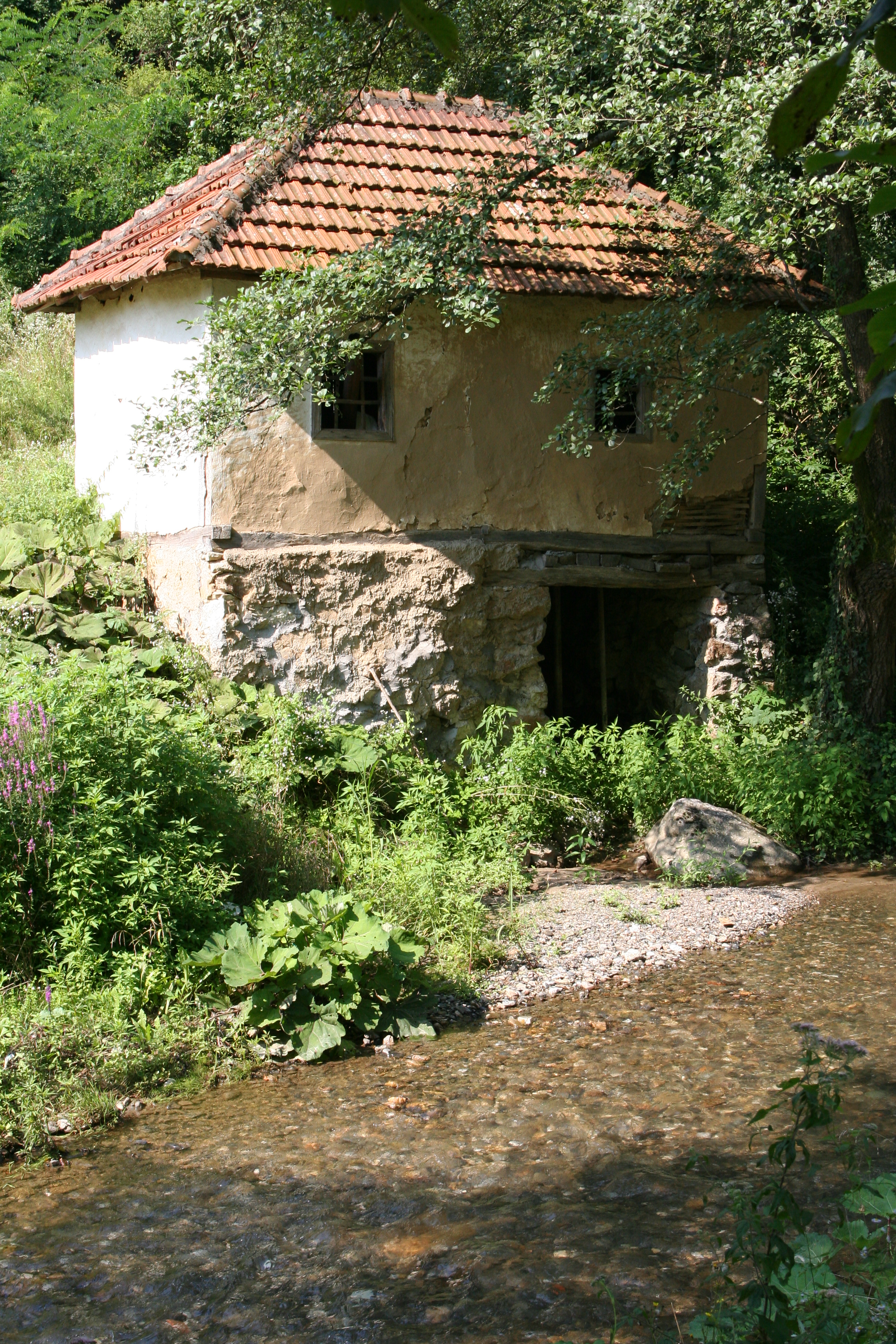
Vieux moulin

## Démographie

### Évolution historique de la population
| 1948 | 1953 | 1961  | 1971 | 1981 | 1991 | 2002 | 2011 |
| ---- | ---- | ----- | ---- | ---- | ---- | ---- | ---- |
| 886  | 968  | 1 044 | 959  | 749  | 730  | 688  | 588  |

|  |